# Zingiber orbiculatum
Zingiber orbiculatum är en enhjärtbladig växtart som beskrevs av Shao Quan Tong. Zingiber orbiculatum ingår i släktet Zingiber och familjen Zingiberaceae. Inga underarter finns listade i Catalogue of Life.